# Mimivirus
Els mimivirus són un gènere viral (no tothom està d'acord en aquest punt) que conté una sola espècie identificada: Acanthamoeba polyphaga mimivirus (APMV). Té la càpsida amb el diàmetre més gran conegut en cap virus, així com el genoma més gran i complex que s'hagi trobat mai en un virus. Tot i que el coneixement sobre els virus és relativament limitat, el descobriment d'aquest virus causà un cert enrenou degut a les implicacions de la seva complexa natura, havent-hi qui proclamava que hauria de donar lloc a un nou domini de la vida intermedi entre els virus i la vida cel·lular.

## Descobriment
APMV va ser descobert fortuïtament el 1992 en l'ameba Acanthamoeba polyphaga, raó per la qual va ser anomenat així. El virus va ser observat en una tinció de Gram i va ser confós amb un bacteri grampositiu. Conseqüentment va ser anomenat "Bradfordcoccus", ja que la font de l'ameba era Bradford, a Anglaterra. El 2003, investigadors de la Université de la Méditerranée de Marsella, a França, varen publicar un article a Science identificant l'organisme com a virus.

## Classificació
El Comitè Internacional per a la Taxonomia de Virus encara no l'ha col·locat en cap família vírica, però s'ha proposat la família Mimiviridae que per metagenòmica es creu que tindrà més espècies. S'ha col·locat tanmateix en el Grup I de la classificació de Baltimore.
Encara que no és estrictament un mètode de classificació, s'ha col·locat en un grup de virus grans conegut com a virus nucleoplasmàtics d'ADN (NCLDV), que inclou altres quatre famílies: Poxviridae, Iridoviridae, Phycodnaviridae i Asfarviridae. És un grup de virus que comparteixen característiques moleculars i grans genomes. El genoma del mimivirus també té 21 gens que codifiquen proteïnes homòlogues que s'han trobat molt conservades en la majoria de NCLDV. Treballs addicionals han suggerit que va divergir en estadis primerencs de l'establiment del grup dels NCLDV.

## Estructura

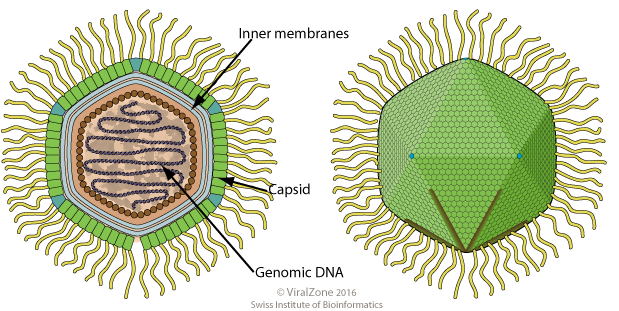
Dibuix esquemàtic d'un virió del gènere Mimivirus (secció transversal i vista lateral) mostrant filaments (pèls) i stargate (desavantatge)

Els mimivirus són els virus més grans coneguts, amb un diàmetre de la càpsida de 400 nm. Tenen filaments de proteïna que projecten 100 nm des de la superfície de la càpsida fent que el total de la seva llargada sigui de 600 nm. En les fonts científiques la mida del virió oscil·la entre els 400 i 800 nm depenent de com i què es mesuri. La càpsida s'ha vist per microscopi electrònic que és icosaèdrica. No s'ha pogut observar una envolta viral, suggerint que el virus no surt de la cèl·lula per exocitosi.
Els mimivirus comparteixen diverses característiques morfològiques comunes amb tots els membres del grup NCLDV dels virus. Com que tota la resta de virus d'aquest grup contenen una capa lipídica que envolta el nucli central, M.Suzan-Monti et al. van suggerir que també pot ser present en els mimivirus. En el microscopi electrònic apareix com una regió fosca el nucli central del virió. El genoma del virus es troba en aquesta àrea.
Es poden recuperar diversos ARNm dels virions purificats. S'hi ha trobat el factor de transcripció filo-TFII i una proteïna de càpsida com en altres NCLDV. Tanmateix també s'hi ha trobat tres transcrits d'enzims d'aminoacil tRNA sintetasa i quatre molècules desconegudes específiques de mimivirus. Aquests transcrits preempaquetats es poden traduir sense expressió genètica viral i semblen necessaris per al Mimivirus per a la replicació. Altres virus d'ADN com el citomegalovirus humà i l'Herpes simplex virus tipus-1, que també tenen la característica de tenir transcrits d'ARNm preempaquetats).

## Genoma
El genoma del mimivirus és una molècula d'ADN linear i de doble cadena que conte uns 1,2 milions de parells de bases. Això el converteix en el virus amb el genoma més gran conegut, doblant el següent virus en llargada conegut, el myovirus Fag G de Bacillus. És fins i tot més gran que una trentena d'organismes cel·lulars coneguts.
A més del genoma tan gran s'estima que els mimivirus codifiquen unes 911 proteïnes, quantitat molt més elevada que les quatre amb les que s'ha provat que un virus és viable (Vegeu MS2 and Qβ viruses). L'anàlisi del seu genoma revela la presència de gens no vistos en altres virus, com ara l'aminoacil tRNA sintetasa, i altres gens que es creia que només codificaven organismes cel·lulars. Com altres virus d'ADN, conté diversos gens per al metabolisme dels sucres, dels lípids i els aminoàcids, així com d'altres gens del metabolisme no trobats en altres virus. Aproximadament un 90 per cent del genoma té capacitat codificant mentre que el 10 per cent restant s'ha classificat com a ADN escombraries.

## Replicació
Els estadis de la replicació dels mimivirus no són massa coneguts, però se sap com a mínim que ataca un receptor específic de la superfície de l'ameba la qual cosa l'introdueix cap a l'interior de la cèl·lula. Un cop dins ocorre la fase d'eclipsi en què el virus no es fa perceptible al microscopi. Després d'unes quatre hores es comencen a contemplar acumulacions en algunes àrees de la cèl·lula. Vuit hores després de la infecció es fan visibles els virions encara dintre de la cèl·lula. El citoplasma de la cèl·lula es continua emplenant amb nous virions i 24 hores després de la infecció inicial la cèl·lula esclata i allibera els nous virions.
Se sap poc d'aquest cicle replicatiu. Amb la microfotografia s'ha pogut establir, però, que els mimivirus s'encapsiden en el nucli, l'adquisició d'una membrana lipídica interna fent servir la del nucli, i partícules semblants trobades en diversos virus, incloent-hi tots els membres de NCLDV. Aquestes partícules són conegudes en altres virus com a fàbriques virals i permeten una encapsidació eficient modificant amples àrees de la cèl·lula hoste.

## Implicacions en el concepte de vida
Els Mimivirus tenen algunes característiques que els situen en el llindar del que separa vida i matèria inerta. Són tan grans com diverses espècies bacterianes anomenades Rickettsia conorii i Tropheryma whipplei, tenen un genoma comparable en mida al de diversos bacteris, incloent-hi aquests dos mateixos, i codifiquen productes que abans es creia que no codificaven els virus. A més, els virus tenen gens que codifiquen nucleòtids i la síntesi d'aminoàcids que fins i tot manquen en alguns bacteris intracel·lulars estrictes. Això significa que, a diferència d'aquests bacteris, els Mimivirus no tenen dependència de l'expressió d'aquestes molècules en la cèl·lula que parasiten. Tanmateix els manquen els gens de les proteïnes ribosòmiques, fent-los dependents de la maquinària de traducció i el metabolisme energètic. Aquests factors combinats han portat els científics al debat de si els Mimivirus podrien ser considerats una forma diferent de vida, comparable en escala als dominis Eukarya, Archaea i Eubacteria.
Com que el seu llinatge és molt antic i podria haver emergit abans que els organismes cel·lulars com ara els que codifiquen la càpsida, han estat conservats en una varietat de virus que infecten organismes de tots els dominis - Eukarya, Archaea i Bacteria. Això s'ha fet servir per suggerir que estan relacionats a un tipus de virus d'ADN que varen emergir abans de la vida cel·lular i que varen tenir un paper important en el desenvolupament de la vida a la terra. Una hipòtesi alternativa és que hi va haver tres tipus diferents de virus d'ADN que es varen veure implicats en la generació dels tres dominis de la vida.